# Matthias Stach
Matthias Stach (* 19. Dezember 1962 in Braunschweig) ist ein deutscher Sportjournalist und Kommentator.

## Leben
Stach ist Diplom-Sportwissenschaftler. Seit 1988 ist er als Sportjournalist für Radio und Fernsehen (Tele 5, Sport1, Sat.1, Eurosport, Premiere) tätig. Er kommentierte bei Sky bis Februar 2012 Fußballspiele der Bundesliga, 2. Bundesliga, Weltmeisterschaften, UEFA Champions League, UEFA Europa League sowie von den Wimbledon Championships im Tennis. Berichte von der Volleyball Champions League und etlichen Radsportgroßereignissen (Tour de France, Deutschland Tour, Tour de Suisse etc.) sowie die Moderation diverser Sportsendungen bzw. Magazine (ATP-WM, Sat.1-Frühstücksfernsehen, täglich ran etc.) gehörten ebenfalls zu seinem Betätigungsfeld.
Nachdem Stach seine berufliche Laufbahn 1988 beim Radio begonnen hatte, war er in der Folge für zahlreiche TV-Sender wie Eurosport, Pro 7, SAT 1, Premiere, Sky, DSF, Sport 1, Tele 5 oder auch im Schweizer Privatsender TV24 als Moderator und Kommentator in unterschiedlichen Sportarten tätig. Bekannt ist Stach seit vielen Jahren als „DIE STIMME des Tennissports“. Er hat bereits von über 100 Tennis-Grand-Slam-Turnieren berichtet. 2017 und 2018 gewann Stach für die Berichterstattung bei Eurosport den DEUTSCHEN FERNSEHPREIS (2018 gemeinsam mit Boris Becker). Neben seinen Kernsportarten Tennis und Fußball (Olympische Spiele, Weltmeisterschaften, Europameisterschaften, Champions League, Europapokal, Bundesliga, U21-Nationalmannschaft etc.) war und ist Stach auch als Kommentator / Moderator in Sportarten wie Schwimmen, Volleyball Basketball, Radsport oder auch Leichtathletik tätig. Er berichtet beispielsweise vom Schwimmen bei Großereignissen, wie den olympischen Spielen oder Weltmeisterschaften, bereits seit 2003. Kurioserweise kommentierte Stach einige TV Live-Spiele seines Sohnes Anton bei den U21-Europameisterschaften auf dem Weg zum Titel 2021 und den olympischen Spielen in Tokio.
Stach war selbst Tennisspieler und spielte zeitweise in der Tennis-Bundesliga. Als Fußballer spielte Matthias Stach bis zur Bezirksoberliga als offensiver Mittelfeldspieler für verschiedene Vereine in Hessen.
Er ist verheiratet mit der Diplomarchitektin und Künstlerin Julia Stach. Die beiden haben drei Kinder. Sohn Anton Stach ist Fußballnationalspieler, Olympiateilnehmer und U21-Europameister. Tochter Emma Stach ist als Profi langjährige Basketballnationalspielerin und war bereits in zahlreichen europäischen Ligen (Griechenland, Ungarn, Schweden) aktiv und die zweite Tochter Lotta spielte ebenfalls für sämtliche Jugendnationalmannschaften bis zur deutschen U20-Auswahl und ist derzeit für die Gisa Lions in Halle in der Bundesliga aktiv.

## Ehrungen und Auszeichnungen
Für seine Berichterstattung bei den Damen-Finals der Australian Open 2016 und der US Open 2016, die jeweils Angelique Kerber gewann, wurde Stach gemeinsam mit seinen Eurosport-Kollegen Markus Theil, Marco Hagemann und Frederic Jouon der Deutsche Fernsehpreis 2017 in der Kategorie „Beste Sportsendung“ verliehen. Ein Jahr später wurde Stach beim Deutschen Fernsehpreis 2018 erneut ausgezeichnet, dieses Mal gemeinsam mit Boris Becker.

## Besonderes
Seit Juni 2018 engagiert sich Stach als Stiftungsratsmitglied für die Elhadj Diouf Foundation, die sich unter anderem mit der Förderung von Bildung, Begegnung und Perspektiven in Senegal und Deutschland beschäftigt.